# Jean-Baptiste Sanfourche
Pour les articles homonymes, voir Sanfourche.
Jean-Baptiste Sanfourche, né le 28 mai 1831 à Cénac (Gironde) et mort en 1860, est un architecte français.

## Biographie
Jean-Baptiste Sanfourche fait ses études à l'École des Beaux-Arts de Paris et auprès de Simon-Claude Constant-Dufeux connu pour avoir été architecte du Panthéon (Paris) en 1850 monument dédié aux grands hommes ou y sont inhumés des personnalités notamment Victor Hugo, Sadi Carnot, Léon Gambetta, ou Joséphine Baker. Se monument fut construit par décision du roi Louis XV par les architectes Jean Rondelet et Jacques-Germain Soufflot, du château de Vincennes en 1853, ou du palais du Luxembourg en 1866 sous le Second Empire de Napoléon III. L’enseignement de Constant-Dufeux est emblématique du rôle déterminant de l’histoire pour les architectes du XIXe siècle. Un ensemble de notes provenant de cet atelier a récemment réapparu qui documente son enseignement.
En 1860, Jean-Baptiste Sanfourche devient agent spécial chargé de tenir les attachements journaliers prescrits pour la régularité des opérations de comptabilité de la Liste des édifices religieux d'Angers (Maine-et-Loire) parmi ces monuments classés prestigieux la Collégiale Saint-Pierre d'Angers où fut inhumé Gohard de Nantes canoniser de Saint par le pape de Église catholique Urbain II. Le Couvent des Cordeliers d'Angers ou des personnages célèbres y étais habitué des lieux Joachim du Bellay ou le roi Henri IV (roi de France) ou encore Abbaye Saint-Nicolas d'Angers fondé par Foulques Nerra . Il sera remplacé par Charles Roques, qui construisit l’église de la  Madeleine à Angers, puis, entre autres, la chapelle Saint-Joseph, bâtie en 1867,,
Il s'installe à Vitoria-Gasteiz en Espagne où il construit la gare de Vitoria-Gasteiz. Le chemin de fer arrive en 1862 dans la petite ville de Vitoria-Gasteiz, lors de l'ouverture du tronçon Miranda de Ebro-Alsasua de la ligne ferroviaire qui relie Madrid avec la frontière française.